# Diecezja Campos
Diecezja Campos (łac. Dioecesis Camposina) – diecezja Kościoła rzymskokatolickiego w Brazylii. Należy do metropolii Niterói i wchodzi w skład regionu kościelnego Leste I. Została erygowana przez papieża Piusa XI bullą Ad supremae Apostolicae Sedis Solium w dniu 4 grudnia 1922.

## Główne świątynie
- Katedra: Bazylika katedralna Najświętszego Zbawiciela w Campos dos Goytacazes